# Wesley Bell
Wesley Jonell-Cleavon Bell (Contea di St. Louis, 5 novembre 1974) è un politico statunitense, membro della Camera dei Rappresentanti per lo stato del Missouri dal 2025.

## Biografia

### Formazione e vita professionale
Nato nella contea di St. Louis, Wesley Bell frequentò la Lindenwood University e si laureò in giurisprudenza presso l'Università del Missouri. Intraprese la professione di avvocato, lavorando dapprima come difensore d'ufficio e poi come docente di criminologia presso il St. Louis Community College–Florissant Valley. Fu inoltre nominato giudice del tribunale municipale nel piccolo comune di Velda City.
Nel 2006, Bell diresse la campagna elettorale per il Congresso di Mark J. Byrne, un candidato repubblicano che concorreva contro il deputato in carica Lacy Clay. Byrne presentò un programma fortemente conservatore, che includeva una strenua opposizione all'aborto; lo stesso Byrne sostenne che la partecipazione di Bell alla sua campagna politica fosse stato un "favore amichevole", considerato che i due manifestavano idee politiche fortemente contrapposte.
In seguito alle proteste sociali avvenute nella città di Ferguson dopo l'omicidio di Michael Brown, nel 2015 Wesley Bell si candidò e venne eletto all'interno del consiglio comunale.

### Procuratore distrettuale

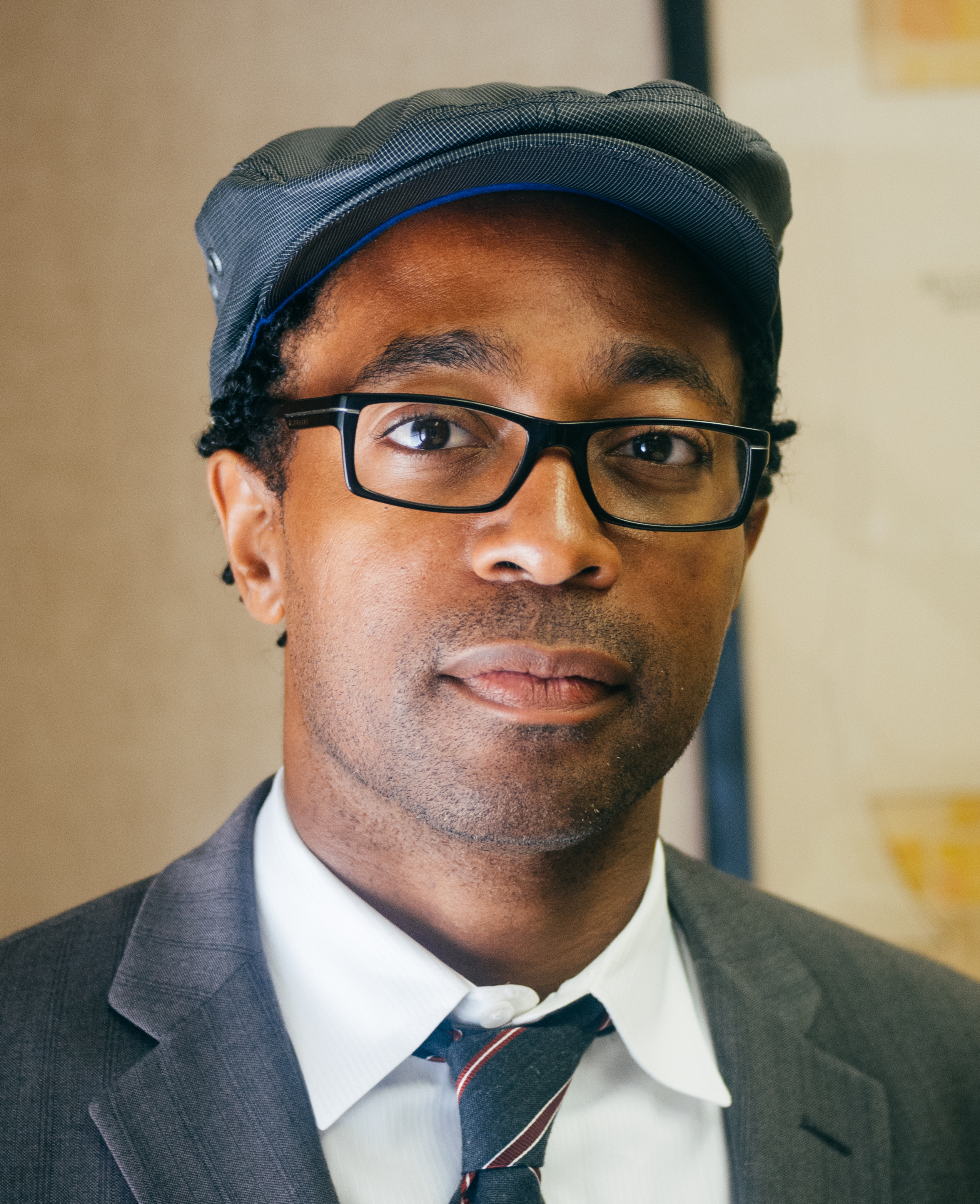
Wesley Bell nel 2014

Nel 2018, si candidò alla carica di procuratore distrettuale della contea. La sua piattaforma politica prevedeva il ricorso alla polizia di prossimità, nonché la promessa di non perseguire mai gli omicidi chiedendo l'applicazione della pena di morte. La candidatura di Bell si opponeva a quella del procuratore in carica da ventisette anni, Bob McCulloch, che aveva scelto di non perseguire il poliziotto responsabile della morte di Michael Brown; al termine della campagna elettorale, i cittadini elessero Bell come nuovo procuratore.
Una delle sue prime iniziative fu quella di non perseguire casi di possesso di marijuana sotto i cento grammi.
Nel 2020, Bell esaminò un caso avvenuto nel 2018, quando un ex veterano aveva fatto irruzione in un negozio di articoli religiosi e aveva usato violenza sessuale su due donne che erano all'interno dell'esercizio commerciale, uccidendone una terza che si era rifiutata di accondiscendere alle richieste; gran parte della comunità richiese che venisse applicata la pena di morte al reo confesso, ma Bell si rifiutò di farlo, mantenendo la promessa elettorale ed ottenendo il sostegno dei familiari della vittima.
Sempre nel 2020, Wesley Bell riaprì le indagini sulla morte di Michael Brown, ma concluse che non c'era modo di processare formalmente il poliziotto, esattamente come aveva stabilito il suo predecessore; la madre della vittima, Lezley McSpadden, accusò Bell di non aver svolto correttamente le indagini. In occasione delle manifestazioni per il decennale della morte di Brown, Bell avviò un'azione legale contro otto manifestanti per un incidente in cui un poliziotto aveva riportato lesioni cerebrali.
Nel 2020, una delle assistenti di Bell intentò una causa contro di lui per discriminazione su base razziale, di genere e di età, affermando che lei fosse stata licenziata ed altre cinque avvocatesse fossero state indotte a dimettersi per favorire colleghi maschi. Nel gennaio del 2025, il caso giunse a conclusione quando la contea di St. Louis accettò di pagare alla ricorrente la somma di 500.000 dollari.
Durante il suo servizio come procuratore, fu accusato di sprecare risorse pubbliche: nel 2019, un notiziario locale riportò che il procuratore Bell aveva ricevuto svariate multe per mancati pagamenti delle soste, nonostante gli fosse stato assegnato un parcheggio riservato; Bell si difese sostenendo di avere necessità di parcheggiare l'automobile in un posto dove fosse più facile accedere in velocità e pagò le contravvenzioni di tasca propria.
Il St. Louis Post-Dispatch pubblicò un editoriale in cui accusava Bell di aver impropriamente speso 30.000 dollari in rimborsi spese per viaggi e cibo nei primi dieci mesi di mandato. Bell si scusò, definendo le sue azioni "passi falsi" e promettendo di spendere in maniera più accorta i soldi dei contribuenti.

### Carriera politica

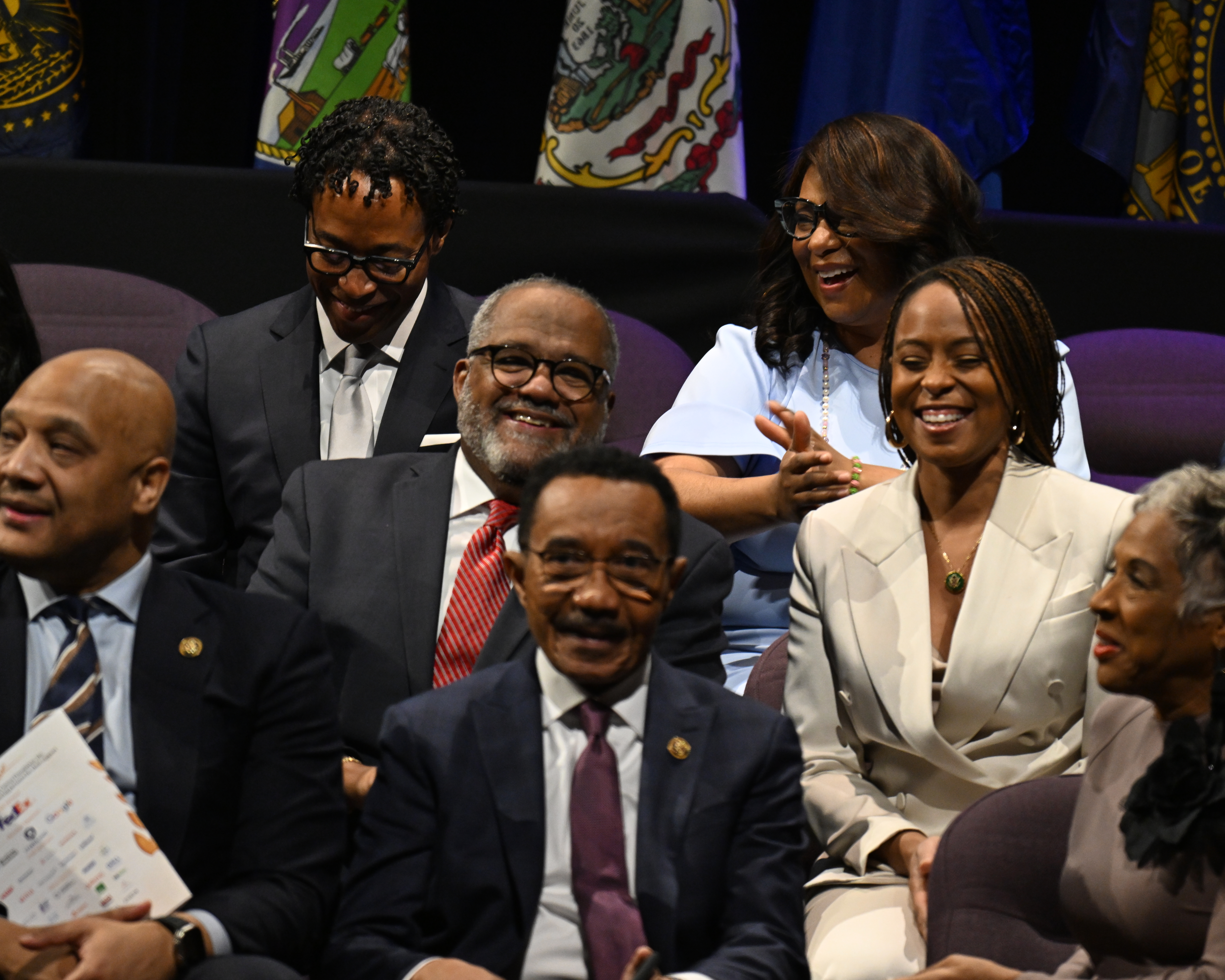
Wesley Bell con altri membri del Congressional Black Caucus

Nel 2023, Wesley Bell si candidò con il Partito Democratico per il seggio del Senato detenuto dal repubblicano Josh Hawley. Nel mese di ottobre, tuttavia, Bell annunciò il proprio ritiro dalla corsa per candidarsi invece alla Camera dei Rappresentanti nelle elezioni parlamentari del 2024, contro la democratica in carica Cori Bush. Un audio fatto trapelare durante la campagna elettorale mostrò che, mesi prima di annunciare la propria candidatura, Bell rassicurò Cori Bush affermandole che non aveva alcuna intenzione di concorrere contro di lei.
Le primarie si rivelarono molto combattute e Bell riuscì a raccogliere più fondi della deputata in carica. Ottenne ingenti donazioni da parte dell'AIPAC, nonché da importanti sostenitori repubblicani. Cori Bush era stata, infatti, particolarmente contrastata da gruppi di pressione filo-israeliani, che avevano appoggiato la campagna del suo avversario per poterla sconfiggere; la deputata era stata, infatti, una voce critica di Israele nel contesto della guerra Israele-Hamas. Il sostegno di tali gruppi si rivelò decisivo per la vittoria finale di Bell.
Al termine della competizione, Wesley Bell si aggiudicò le primarie con il 51,2%, superando di misura Cori Bush.
Successivamente, Bell vinse anche le elezioni generali, ottenendo il 75,9% delle preferenze.